# Jane Senior

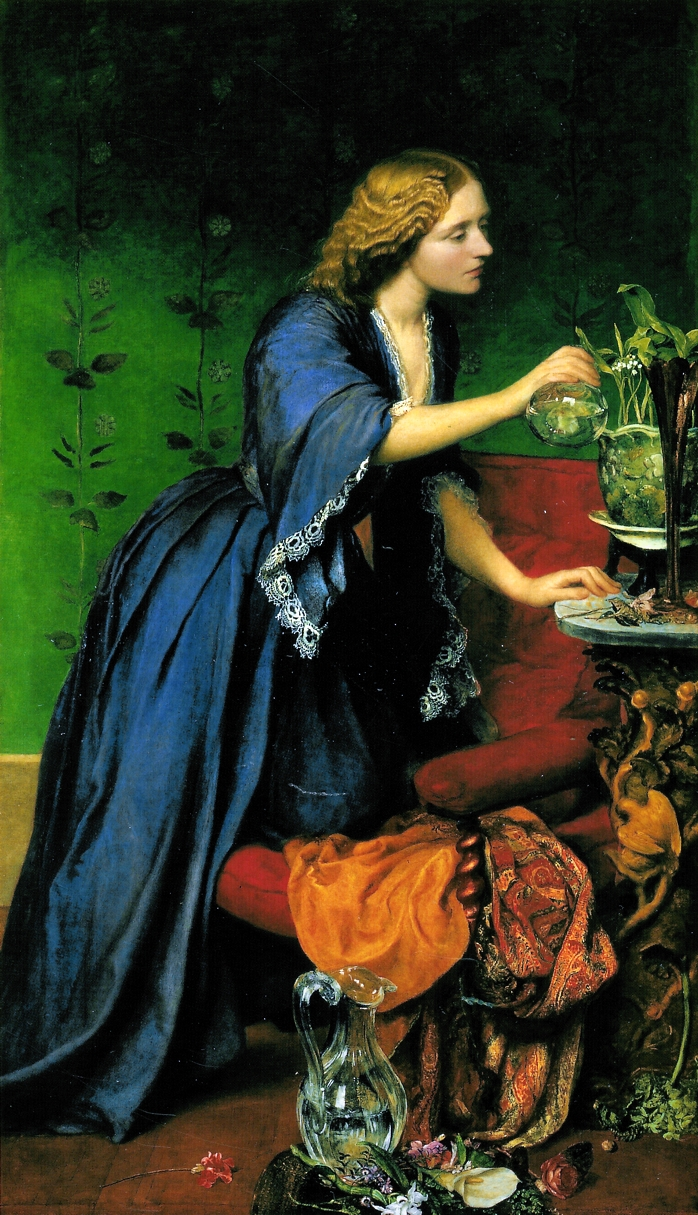
Jane Nassau Senior, Germälde von George Frederic Watts, 1859

Jane Nassau Senior, geborene Jane Elizabeth Hughes (* 10. Dezember 1828 in Uffington, Oxfordshire; † 24. März 1877 in Chelsea, London), war eine englisch-britische Philanthropin und die erste weibliche Beamtin im Civil Service Großbritanniens. Sie war Mitbegründerin der Metropolitan Association for Befriending Young Servants (MABYS).

## Leben
Senior war die einzige Tochter von acht Kindern des Schriftstellers John Hughes (1790–1857) und seiner zweiten Frau Margaret Elizabeth (1797–1887). Einer ihrer Brüder war der Schriftsteller Thomas Hughes. Am 10. August 1848 heiratete sie in der Shaw Church den Juristen Nassau John Senior (1822–1891), den Sohn des Ökonomen Nassau William Senior. Das Paar lebte in den ersten Ehejahren bei seinen Eltern in Hyde Park Gate, wo ihr Sohn Walter Nassau Senior (1850–1933) geboren wurde. Im Jahr 1856 adoptierte Senior Helen Wilson, die mutterlose Tochter eines indischen Armeeoffiziers. Ab 1860 lebten sie in Elm House, einer Villa mit einem kleinen bewaldeten Grundstück am Lavender Hill in der Nähe von Clapham Junction in Battersea im Süden Londons und nahmen Untermieter auf.
Die Ehe war unglücklich und Senior suchte sich andere Interessen und einen eigenen Freundeskreis. Sie nahm Gesangsunterricht und entwickelte eine feine Mezzosopranstimme entwickelte. Durch ihre Freundin Sara Prinsep lernte sie den Künstler George Frederic Watts kennen, mit dem sie eine intensive Freundschaft verband; sie korrespondierten miteinander, wobei die meisten Briefe allerdings vernichtet wurden.S. 36 f. Octavia Hill, die eine Zeit lang Gouvernante der Kinder von Thomas Hughes war, wurde eine enge Freundin. Ebenso war sie mit Louisa Twining befreundet. Senior war eine Freundin und Korrespondentin der Schriftstellerin George Eliot, auch mit dem französischen Universalgelehrten Prosper Mérimée unterhielt sie einen engen Briefwechsel.
Nach dem Umzug nach Clapham lernte Senior Marianne Thornton, ein Mitglied der Clapham Saints und ihre Nichte Henrietta Synnot kennen, die beide im örtlichen Schulwesen tätig waren. Synnot wurde später ihre Assistentin. Caroline Stephen machte einen sehr positiven Eindruck und beeinflusste sie für die Zukunft.S. 128 f. Nach der „Eyre-Kontroverse“ lud sie Emelia Russell Gurney, die Frau von Russell Gurney, ein, ihr Jamaica-Skizzen zu zeigen.S. 98 f.
In den frühen 1870er Jahren arbeitete Senior mit Henrietta Barnett zusammen und unterrichtete in Whitechapel Alphabetisierungskurse.S. 168 Eine weitere Mitarbeiterin aus dieser Zeit war Menella Bute Smedley, die sich um Mädchen kümmerte, die die Arbeitshausschulen verlassen hatten.S. 196 Für die Metropolitan Association for Befriending Young Servants holte sich Senior Unterstützung von Bessie Rayner Parkes und Barbara Bodichon.S. 122
Senior leistete materielle Hilfe für die Opfer des Deutsch-Französischen Krieges von 1870 im Rahmen der neu gegründeten National Society for Aid to Sick and Wounded in War, die 1905 in das Britische Rote Kreuz umgewandelt wurde. Sie kümmerte sich auch um die praktische Abwicklung dieser Spenden.S. 153 f.
Die Arbeit mit verarmten Kindern in Surrey führte dazu, dass Senior im Januar 1873 zur stellvertretenden Inspektorin von Arbeitshäusern und Armenschulen mit dem Auftrag ernannt wurde, einen Bericht über die Auswirkungen der Erziehung in Armenschulen auf Mädchen zu verfassen, insbesondere auch um „die Sichtweise einer Frau“ zu erhalten. Dieser Posten wurde ihr von James Stansfeld gegen den Widerstand des Civil Service übertragen. Die Ernennung einer Frau war bei den anderen Beamten unpopulär, die, wie sich Stansfeld später erinnerte, es hassten, wenn ihnen eine Frau aufgezwungen wurde. Am 14. Februar 1874 wurde sie jedoch dauerhaft zur Oberinspektorin ernannt. Senior formulierte ihren Bericht so, dass er sich sowohl auf arme Mädchen als Schulkinder als auch auf deren Werdegang nach der Schule bezog. Sie empfahl die Aufteilung der gängigen Praxis großer Schulen mit jeweils etwa dreißig Kindern in „Scattered Homes“, in denen etwa dreißig Kinder unter einem Dach leben, aber die örtlichen Schulen besuchen sollten, und den Vorschlag, dass Waisenkinder einzeln in Arbeiterwohnungen bei Pflegeeltern untergebracht werden sollten, die eine Erstattung aus den Armengebühren erhalten würden.S. 182, 188 Als der Bericht 1875 erschien, da die Parlamentswahlen von 1874 dazwischen lagen, wurde er von dem Inspektor der Arbeitshausschulen, Carleton Tufnell, in der Zeitung The Times heftig kritisiert.S. 238 Senior musste den Beamtenposten aber wegen einer Krankheit bald wieder aufgeben, so dass sie an der Verwirklichung ihrer Ansätze nicht mehr beteiligt war.
Im Mai 1874 trafen sich im Lambeth Palace Senior, Elizabeth, die Frau von Harold Browne, dem Bischofs von Winchester, Catharine Tait und Mary Elizabeth Townsend und kamen überein, die Girls’ Friendly Society zu gründen, die am 1. Januar 1875 ins Leben gerufen wurde, damit junge, „völlig unbescholtene“ Bedienstete eine Mentorin aus einer höheren Gesellschaftsschicht haben konnten, mit der sie sich treffen, lesen, nähen und erholen konnten.
Zusammen, unter anderen mit Caroline Stephen, gründete Senior 1876 die mit der Girls’ Friendly Society konkurrierende Metropolitan Association for Befriending Young Servants (MABYS), die sich um die Habilitation von in Heimen untergebrachten und gefährdeten Mädchen in London kümmerte. Senior hatte nicht genügend Gemeinsamkeiten mit der eng an die angklikanische Kirche gekoppelten Girls’ Friendly Society gefunden. Die MABYS bemühte um freigesetzte Rekruten, die in Arbeitshäusern zu zuverlässigen, qualifizierten Dienern ausgebildet werden sollten.S. 227 Senior hatte sich mit Unterstützung von Thomas John Barnardo auch dafür eingesetzt, dass MABYS und ähnliche Einrichtungen für jedes Kind, das länger als fünf Jahre in der Obhut der Poor Laws war, automatisch bis zum Alter von 20 Jahren zum Vormund ernannt wurden.
Senior starb am 24. März 1877 im Alter von 48 Jahren an eine langjährigen Gebärmutterkrebs-Erkrankung und ist auf dem Brookwood Cemetery in Brookwood, Surrey begraben.